# الربيعة (الدقهلية)
قرية الربيعة هي إحدى القرى التابعة لمركز دكرنس في محافظة الدقهلية في جمهورية مصر العربية. حسب إحصاءات سنة 2006، بلغ إجمالي السكان في الربيعة 20176 نسمة، منهم 10323 رجل و9853 امرأة.